# Morti il 13 settembre
| Questa pagina contiene informazioni ricavate automaticamente dalle voci biografiche con l'ausilio del template Bio e di un bot. L'aggiornamento è periodico e automatico e ricostruisce completamente la pagina. Se manca una persona in questa lista, sei pregato di non aggiungerla, ma accertati piuttosto che la sua voce biografica contenga il template Bio e che i dati anagrafici siano correttamente compilati. Se il template Bio manca, inseriscilo tu stesso o, in alternativa, metti l'avviso {{tmp\|Bio}} che ne segnala la mancanza. Se i dati riportati sono sbagliati, correggi direttamente la voce biografica; le modifiche saranno visibili in questa lista entro pochi giorni. Per chiarimenti vedi il progetto biografie. La lista contiene solo le 471 persone che sono citate nell'enciclopedia e per le quali è stato implementato correttamente il template Bio. Pagina aggiornata al 17 ago 2025. |

## I secolo(2)
- 16 - Marco Scribonio Libone Druso, politico romano
- 81 - Tito, imperatore romano (n. 39)

## IV secolo(1)
- 371 - Lidorio di Tours, vescovo francese

## V secolo(3)
- 413 - Marcellino di Cartagine, diplomatico romano
- 449 - Mauro di Piacenza, vescovo e santo italiano
- 453 - Maurilio di Angers, vescovo e santo italiano

## VI secolo(3)
- 531 - Kavad I, sovrano persiano (n. 473)
- 533 - Ammato, condottiero vandalo
- 549 - Nettario di Autun, vescovo e santo franco

## VII secolo(1)
- 608 - Eulogio d'Alessandria, vescovo e santo bizantino

## VIII secolo(1)
- 720 - Fujiwara no Fuhito, politico giapponese (n. 659)

## IX secolo(1)
- 864 - Pietro Tradonico, doge

## X secolo(1)
- 908 - Cormac mac Cuilennáin, vescovo irlandese

## XII secolo(4)
- 1107 - Zaida di Siviglia, principessa e regina (n. 1070)
- 1171 - Al-'Adid, sovrano egiziano (n. 1151)
- 1182 - Ahmad al-Rifa'i, giurista e mistico arabo (n. 1106)
- 1190 - Ermanno IV di Baden, nobile tedesco (n. 1135)

## XIII secolo(2)
- 1248 - Cunegonda di Svevia, principessa tedesca (n. 1200)
- 1272 - Guglielmo di Saint-Amour, teologo e filosofo francese (n. 1202)

## XIV secolo(3)
- 1336 - Giovanni Plantageneto, nobile inglese (n. 1316)
- 1349 - Angelo Cerretani, vescovo cattolico italiano
- 1352 - Alberto II della Scala, condottiero italiano (n. 1306)

## XV secolo(7)
- 1409 - Isabella di Valois, francese (n. 1389)
- 1413 - Ludovico Bonito, cardinale e arcivescovo cattolico italiano (n. 1350)
- 1418 - Beatrice Cane, nobile
- 1440 - Amedea Paleologa, nobile (n. 1429)
- 1471 - Filippo Franchi, giurista italiano
- 1488 - Carlo II di Borbone, cardinale e arcivescovo cattolico francese (n. 1433)
- 1491 - Antonio Cocchi Donati, giurista italiano (n. 1450)

## XVI secolo(12)
- 1502 - Annio da Viterbo, religioso, umanista e falsario italiano (n. 1437)
- 1506 - Andrea Mantegna, pittore, incisore e miniaturista italiano (n. 1431)
- 1513 - Bernabò Malaspina, marchese italiano
- 1517 - Yunus Pascià, politico ottomano
- 1524 - Ercole Bentivoglio, politico italiano (n. 1450)
- 1557 - Veit Amerbach, teologo tedesco (n. 1503)
- 1557 - John Cheke, politico inglese (n. 1514)
- 1565 - Guillaume Farel, teologo francese (n. 1489)
- 1590 - Pedro Téllez-Girón, politico e militare spagnolo (n. 1537)
- 1592 - Michel de Montaigne, filosofo, scrittore e politico francese (n. 1533)
- 1597 - Antonio Lombardo, arcivescovo cattolico italiano
- 1598 - Filippo II di Spagna, sovrano spagnolo (n. 1527)

## XVII secolo(19)
- 1611 - Jerónimo Román de la Higuera, gesuita e storico spagnolo (n. 1538)
- 1612 - Karin Månsdotter, regina svedese (n. 1550)
- 1618 - Leonardo Orlandini, storico, poeta e religioso italiano (n. 1552)
- 1626 - Gürcü Mehmed Pascià, politico ottomano (n. 1536)
- 1629 - Johannes Buxtorf il Vecchio, ebraista e docente tedesco (n. 1564)
- 1631 - Anna d'Assia-Darmstadt, nobile (n. 1583)
- 1632 - Leopoldo V d'Austria, nobile austriaco (n. 1586)
- 1640 - Maria di Gesù López de Rivas Martínez, religiosa spagnola (n. 1560)
- 1644 - Vincenzo Agnello Suardi, vescovo cattolico italiano (n. 1582)
- 1650 - Ferdinando di Baviera, arcivescovo cattolico tedesco (n. 1577)
- 1653 - Ippolito Francini, artigiano italiano (n. 1593)
- 1657 - Jacob van Campen, architetto e artista olandese (n. 1596)
- 1657 - Gian Giacomo Manecchia, pittore italiano (n. 1597)
- 1676 - Lamoral Claudio Francesco di Thurn und Taxis, conte (n. 1621)
- 1677 - Simon Renard de Saint-André, pittore francese (n. 1613)
- 1686 - Giulio Cesare Milani, pittore italiano (n. 1629)
- 1688 - Alvise Sagredo, patriarca cattolico italiano (n. 1616)
- 1689 - Ciro Ferri, pittore italiano (n. 1634)
- 1693 - Flavio Chigi, cardinale italiano (n. 1631)

## XVIII secolo(15)
- 1705 - Giorgio di Assia-Darmstadt, generale tedesco (n. 1669)
- 1719 - Antonio Bertola, architetto e ingegnere italiano (n. 1647)
- 1721 - François de Mailly, cardinale e arcivescovo cattolico francese (n. 1658)
- 1727 - Antonio Gresta, pittore italiano (n. 1671)
- 1736 - Caspar van Wittel, pittore olandese (n. 1653)
- 1740 - Silvio Gaetano Gonzaga, nobile italiano (n. 1670)
- 1744 - Charles de Sainte-Maure, marchese d'Augé, ammiraglio francese (n. 1655)
- 1747 - Camillo Filippo Pamphili, III principe di San Martino al Cimino e Valmontone, principe italiano (n. 1675)
- 1749 - Richard Temple, I visconte Cobham, militare e politico britannico (n. 1675)
- 1759 - James Wolfe, generale britannico (n. 1727)
- 1764 - Giovanni Domenico Barbieri, architetto svizzero (n. 1704)
- 1766 - Manuel Pla, compositore, oboista e clavicembalista spagnolo (n. 1725)
- 1773 - Anton Janša, allevatore e pittore sloveno (n. 1734)
- 1775 - Constantine Phipps, I barone Mulgrave, nobile irlandese (n. 1722)
- 1794 - Jean-Pierre Claris de Florian, drammaturgo, romanziere e poeta francese (n. 1755)

## XIX secolo(60)
- 1805 - Francesco Fedeli detto il Maggiotto, pittore e fisico italiano (n. 1738)
- 1806 - Charles James Fox, politico britannico (n. 1749)
- 1806 - Giovanni Mariti, viaggiatore, scienziato e storico italiano (n. 1736)
- 1810 - William Cushing, giudice statunitense (n. 1732)
- 1820 - François Christophe Kellermann, generale e politico francese (n. 1735)
- 1820 - Adelaide di Anhalt-Bernburg-Schaumburg-Hoym, nobile (n. 1800)
- 1825 - Luigi Bassi, baritono italiano (n. 1766)
- 1826 - Jacob Hübner, entomologo tedesco (n. 1761)
- 1827 - Joseph de Puisaye, generale francese (n. 1755)
- 1829 - Juan Ignacio Molina, naturalista, botanico e gesuita cileno (n. 1740)
- 1831 - Alexander Rudnay Divékújfalusi, cardinale e arcivescovo cattolico slovacco (n. 1760)
- 1832 - Nezumi Kozō, mercenario giapponese (n. 1797)
- 1834 - Joseph Cornudet des Chaumettes, politico e magistrato francese (n. 1755)
- 1835 - Martin Hamaliar, scrittore e pastore protestante slovacco (n. 1783)
- 1837 - Antonio D'Este, scultore italiano (n. 1755)
- 1838 - Federico di Hohenzollern-Hechingen, principe (n. 1776)
- 1845 - Zaman Shah Durrani, afghano (n. 1767)
- 1846 - Carlo Gozzi, presbitero e scrittore italiano (n. 1780)
- 1847 - Nicolas Charles Oudinot, generale francese (n. 1767)
- 1847 - Levi Twiggs, militare statunitense (n. 1793)
- 1847 - David Winspeare, avvocato, giurista e filosofo italiano (n. 1775)
- 1848 - Maria Isabella di Borbone-Spagna, spagnola (n. 1789)
- 1849 - Charles de Broglie, presbitero francese (n. 1765)
- 1851 - Jean-François Legendre-Héral, scultore francese (n. 1796)
- 1853 - Georg Andreas Gabler, filosofo tedesco (n. 1786)
- 1854 - William Henry Bartlett, artista britannico (n. 1809)
- 1855 - Giuseppe Bezzuoli, pittore italiano (n. 1784)
- 1855 - Giuseppe Gandolfo, pittore italiano (n. 1792)
- 1855 - Semën Filippovič Mavrin, politico russo (n. 1772)
- 1859 - Faddej Bulgarin, giornalista e scrittore polacco (n. 1789)
- 1859 - Wilhelm Josef Grailich, mineralogista austriaco (n. 1829)
- 1860 - Gabriele Ferretti, cardinale italiano (n. 1795)
- 1864 - Maximilian von Pelkhoven, politico e giurista tedesco (n. 1796)
- 1865 - Miguel Calmon Dupin e Almeda, politico brasiliano (n. 1796)
- 1865 - Thomas Lyon-Bowes, XII conte di Strathmore e Kinghorne, nobile britannico (n. 1822)
- 1866 - Ippolito D'Aste, scrittore e drammaturgo italiano (n. 1810)
- 1868 - Ludwig Imhoff, entomologo svizzero (n. 1801)
- 1869 - Karl von Pfeufer, medico tedesco (n. 1806)
- 1870 - Pascual Madoz, politico spagnolo (n. 1806)
- 1872 - Ludwig Feuerbach, filosofo e storico delle religioni tedesco (n. 1804)
- 1873 - Eduardo Rosales, pittore spagnolo (n. 1836)
- 1875 - Carlo Bevilacqua, politico italiano (n. 1803)
- 1877 - Alexandre Herculano, scrittore e giornalista portoghese (n. 1810)
- 1877 - Maria Anna di Baviera, principessa (n. 1805)
- 1879 - Rosario Bagnasco, patriota, politico e scultore italiano (n. 1810)
- 1879 - Carlo Morelli, politico e medico italiano (n. 1816)
- 1881 - Ambrose Burnside, generale e politico statunitense (n. 1824)
- 1882 - Franz von Schober, poeta, librettista e attore teatrale austriaco (n. 1796)
- 1883 - Richard Collinson, ufficiale e esploratore inglese (n. 1811)
- 1886 - Louis Hector François Allemand, pittore francese (n. 1809)
- 1887 - Felice Matteucci, ingegnere e inventore italiano (n. 1808)
- 1887 - Heinrich Voelter, inventore tedesco (n. 1817)
- 1887 - Alois von Brinz, giurista e politico tedesco (n. 1820)
- 1893 - Benoît Malon, politico e scrittore francese (n. 1841)
- 1894 - Emmanuel Chabrier, compositore e pianista francese (n. 1841)
- 1894 - Upilio Faimali, circense italiano (n. 1824)
- 1897 - Franklin Story Conant, biologo statunitense (n. 1870)
- 1897 - Ignazio Behnam II Benni, patriarca cattolico ottomano (n. 1831)
- 1899 - Karl Stoerk, medico austro-ungarico (n. 1832)
- 1900 - Pasquale Valsecchi, politico italiano (n. 1828)

## XX secolo(225)
- 1902 - Francesco Gloria, politico italiano (n. 1823)
- 1903 - Patrizio Fracassi, scultore italiano (n. 1875)
- 1905 - René Goblet, politico francese (n. 1828)
- 1906 - Alberto di Prussia, generale tedesco (n. 1837)
- 1906 - Pedro Francisco Bono, politico e sociologo dominicano (n. 1828)
- 1906 - Paul Rinckleben, scultore tedesco (n. 1841)
- 1907 - William Bouwens van der Boijen, architetto olandese (n. 1834)
- 1907 - Macario Sakay, rivoluzionario, generale e mercante filippino
- 1908 - Placido Wolter, presbitero tedesco (n. 1828)
- 1909 - Adalbert Geheeb, botanico tedesco (n. 1842)
- 1910 - Enrico Morin, militare e politico italiano (n. 1841)
- 1912 - Victor Jouët, presbitero francese (n. 1839)
- 1912 - Nogi Maresuke, militare e politico giapponese (n. 1849)
- 1913 - Georgij Aleksandrovič Jur'evskij, russo (n. 1872)
- 1913 - Aurel Vlaicu, aviatore rumeno (n. 1882)
- 1914 - Mustafa Fahmi, politico e militare egiziano (n. 1840)
- 1914 - Aniceto dos Reis Gonçalves Viana, orientalista e scrittore portoghese (n. 1840)
- 1915 - Lucas Friedrich Julius Dominikus von Heyden, entomologo tedesco (n. 1838)
- 1916 - Karl Hanssen, calciatore tedesco (n. 1887)
- 1917 - Wilhelm Gros, calciatore tedesco (n. 1892)
- 1917 - Gustav Unfried, calciatore tedesco (n. 1889)
- 1918 - Edoardo di Anhalt, duca (n. 1861)
- 1919 - Virginia Olper Monis, scrittrice italiana (n. 1856)
- 1920 - Gaetano Millunzi, storico, letterato e presbitero italiano (n. 1859)
- 1921 - Alfred Grandidier, naturalista e esploratore francese (n. 1836)
- 1922 - Enrique María Repullés, architetto spagnolo (n. 1845)
- 1924 - Pekka Juhani Hannikainen, compositore finlandese (n. 1854)
- 1925 - Margaret G. Hays, illustratrice e fumettista statunitense (n. 1874)
- 1928 - Vincenzo Pipitone, giornalista e politico italiano (n. 1854)
- 1928 - Giuseppe Sabalich, giornalista, storico e poeta italiano (n. 1856)
- 1928 - Italo Svevo, scrittore e drammaturgo italiano (n. 1861)
- 1929 - Minnie Marx, manager tedesca (n. 1865)
- 1931 - Lili Elbe, pittore danese (n. 1882)
- 1931 - Federico Leopoldo di Prussia, principe e ufficiale prussiano (n. 1865)
- 1932 - Carl Johnson, lunghista statunitense (n. 1898)
- 1935 - Maria Gażycz, pittrice polacca (n. 1860)
- 1936 - Johannes Franz Hartmann, astronomo tedesco (n. 1865)
- 1936 - Magnus Johnson, politico statunitense (n. 1871)
- 1937 - Višnja Mosić, rivoluzionaria serba (n. 1870)
- 1937 - Ellis Parker Butler, scrittore statunitense (n. 1869)
- 1937 - David Robertson, rugbista a 15 e golfista scozzese (n. 1869)
- 1938 - Samuel Alexander, filosofo australiano (n. 1859)
- 1939 - Angelo Maria Dolci, cardinale e arcivescovo cattolico italiano (n. 1867)
- 1939 - Gwen John, pittrice gallese (n. 1876)
- 1939 - Enrico Mazzoccolo, magistrato, giurista e politico italiano (n. 1859)
- 1940 - Charles Berthelot, calciatore francese (n. 1901)
- 1940 - Amin al-Rihani, scrittore libanese (n. 1876)
- 1941 - Vincenzo Pastore, militare italiano (n. 1908)
- 1941 - Giuseppe Rosso, militare italiano (n. 1907)
- 1942 - Arthur Dorrell, calciatore e allenatore di calcio inglese (n. 1896)
- 1942 - Jack Parkinson, calciatore inglese (n. 1883)
- 1943 - Giuseppe Amico, generale italiano (n. 1890)
- 1943 - Carlo Avegno, ufficiale italiano (n. 1900)
- 1943 - Boris Blinov, attore sovietico (n. 1909)
- 1943 - Ugo Cavallero, generale e politico italiano (n. 1880)
- 1943 - Domenico D'Angelo, militare italiano (n. 1899)
- 1943 - Luigi Goytre, militare italiano (n. 1893)
- 1943 - Carlo Pirzio Biroli, militare e partigiano italiano (n. 1909)
- 1943 - Rudolf Ramseyer, calciatore svizzero (n. 1897)
- 1943 - Francisco de Asís Vidal y Barraquer, cardinale e arcivescovo cattolico spagnolo (n. 1868)
- 1944 - Yolande Beekman, militare britannica (n. 1911)
- 1944 - Renato Boragine, partigiano italiano (n. 1924)
- 1944 - Ernesto Burzagli, ammiraglio italiano (n. 1873)
- 1944 - Heath Robinson, illustratore e fumettista britannico (n. 1872)
- 1944 - Noor Inayat Khan, compositrice, scrittrice e agente segreta indiana (n. 1914)
- 1945 - Annibale Comessatti, matematico italiano (n. 1886)
- 1946 - Amon Göth, militare e criminale di guerra austriaco (n. 1908)
- 1946 - Primo Panciroli, pittore italiano (n. 1875)
- 1946 - Wilhelm Röttger, boia tedesco (n. 1894)
- 1948 - Caroline Astor Wilson, socialite statunitense (n. 1861)
- 1948 - William Eugene Drummond, architetto statunitense (n. 1876)
- 1948 - Jack Kirk, attore statunitense (n. 1895)
- 1948 - Paul Wegener, attore, regista e sceneggiatore tedesco (n. 1874)
- 1949 - Ricca Allen, attrice canadese (n. 1863)
- 1949 - Schack August Steenberg Krogh, fisiologo danese (n. 1874)
- 1950 - Sara Allgood, attrice irlandese (n. 1879)
- 1950 - Pietro Pella, calciatore italiano (n. 1894)
- 1951 - Giovanni Descalzo, poeta e scrittore italiano (n. 1902)
- 1951 - Edwin Foresman Schoch, ingegnere e militare statunitense (n. 1916)
- 1952 - Andreas Böhm, baritono ungherese (n. 1901)
- 1953 - Hédi Chaker, attivista e politico tunisino (n. 1908)
- 1953 - Andrea Matarazzo, dirigente d'azienda e politico italiano (n. 1865)
- 1954 - William G. Everson, generale statunitense (n. 1879)
- 1955 - Anne Dallas Dudley, attivista statunitense (n. 1876)
- 1955 - Carlo Alfredo Mussinelli, compositore italiano (n. 1871)
- 1955 - Mario Sarto, scultore italiano (n. 1885)
- 1955 - Claudio Trezzani, generale italiano (n. 1881)
- 1956 - Charles Le Moyne, attore statunitense (n. 1880)
- 1958 - Russell Mockridge, pistard e ciclista su strada australiano (n. 1928)
- 1958 - Ernst Müller, calciatore tedesco (n. 1901)
- 1958 - Pietro Pecchiai, musicista e docente italiano (n. 1878)
- 1958 - Amalia Pellegrini, attrice italiana (n. 1873)
- 1959 - Howard Gould, imprenditore statunitense (n. 1871)
- 1959 - Adrian, costumista statunitense (n. 1903)
- 1959 - Diomira Jacobini, attrice italiana (n. 1899)
- 1959 - Alfonsina Strada, ciclista su strada italiana (n. 1891)
- 1960 - Sophie Wachner, costumista statunitense (n. 1879)
- 1960 - Leó Weiner, compositore ungherese (n. 1885)
- 1961 - David Bowes-Lyon, nobile britannico (n. 1902)
- 1961 - Harry Isaacs, pugile sudafricano (n. 1908)
- 1961 - Oreste Lardone, progettista italiano (n. 1894)
- 1962 - Gian Bistolfi, librettista, regista e sceneggiatore italiano (n. 1886)
- 1964 - Ludovico Censi, aviatore, militare e diplomatico italiano (n. 1895)
- 1964 - Odd Eiwinn Hanssen, patologo e anatomista norvegese (n. 1917)
- 1964 - Mark C. Honeywell, imprenditore e inventore statunitense (n. 1874)
- 1965 - Grigorij Belov, attore sovietico (n. 1895)
- 1965 - Angelo Patri, pedagogista, scrittore e educatore italiano (n. 1876)
- 1966 - Wiktor Andersson, attore svedese (n. 1887)
- 1966 - Clemente Canepari, ciclista su strada italiano (n. 1886)
- 1966 - Delio Cantimori, storico e politico italiano (n. 1904)
- 1966 - Alfred Engelsen, ginnasta e tuffatore norvegese (n. 1893)
- 1966 - Karl Harmer, calciatore e allenatore di calcio austriaco (n. 1888)
- 1966 - Tomoshige Samejima, ammiraglio giapponese (n. 1889)
- 1967 - Felice Brunetti, medico, calciatore e arbitro di calcio italiano (n. 1889)
- 1967 - André Declerck, ciclista su strada e pistard belga (n. 1919)
- 1967 - Varian Fry, giornalista statunitense (n. 1907)
- 1967 - Robert George, generale e politico britannico (n. 1896)
- 1968 - Frank Barson, calciatore e allenatore di calcio inglese (n. 1891)
- 1968 - Dick Hodgson, pallanuotista britannico (n. 1892)
- 1968 - George Hoyningen-Huene, fotografo russo (n. 1900)
- 1968 - Maner Lualdi, aviatore, giornalista e regista italiano (n. 1912)
- 1968 - Roberto Olmi, generale italiano (n. 1890)
- 1968 - Gertrud Woker, biochimica, attivista e pacifista svizzera (n. 1878)
- 1969 - Ferruccio Bellè, arbitro di calcio italiano (n. 1909)
- 1969 - Nataniela De Micheli, attrice teatrale e personaggio televisivo italiana (n. 1935)
- 1969 - Dumitru Petrescu, generale e politico rumeno (n. 1906)
- 1971 - Lin Biao, generale, politico e scrittore cinese (n. 1907)
- 1971 - Leda Rafanelli, politica, anarchica e scrittrice italiana (n. 1880)
- 1972 - Timothy Bowes-Lyon, XVI conte di Strathmore e Kinghorne, nobile britannico (n. 1918)
- 1972 - Sandro Zambelli, dirigente sportivo italiano (n. 1886)
- 1973 - Martín Chambi, fotografo peruviano (n. 1891)
- 1973 - Betty Field, attrice statunitense (n. 1913)
- 1973 - August Lehmann, calciatore svizzero (n. 1909)
- 1973 - Raffaele Resta, giurista e politico italiano (n. 1905)
- 1974 - Leone Lodi, scultore e pittore italiano (n. 1900)
- 1974 - Mary Broadfoot Walker, medico scozzese (n. 1888)
- 1976 - Camilo Ponce Enríquez, politico ecuadoriano (n. 1912)
- 1976 - José Vizcarra Nieto, cestista peruviano (n. 1927)
- 1977 - Stanislav Kalesnik, fisico e geografo sovietico (n. 1901)
- 1977 - Mario Moretti, canottiere italiano (n. 1906)
- 1977 - Leopold Stokowski, direttore d'orchestra e critico musicale britannico (n. 1882)
- 1978 - Pasquale Cappuccio, avvocato e politico italiano (n. 1934)
- 1978 - Mladen Ramljak, calciatore jugoslavo (n. 1945)
- 1978 - Adriano Tournon, ingegnere, imprenditore e politico italiano (n. 1883)
- 1979 - Pengiran Anak Damit, regina bruneiana (n. 1924)
- 1979 - Gino de Giorgi, ammiraglio italiano (n. 1914)
- 1980 - Franco Giuseppucci, criminale italiano (n. 1947)
- 1980 - Joseph Suder, compositore e direttore d'orchestra tedesco (n. 1892)
- 1981 - Ofelia Giudicissi Curci, poetessa, scrittrice e archeologa italiana (n. 1934)
- 1981 - John Guy Porter, astronomo britannico (n. 1900)
- 1982 - Philip Ober, attore statunitense (n. 1902)
- 1982 - Michele Ruella, calciatore italiano (n. 1920)
- 1982 - Marcus Wallenberg, banchiere, velista e tennista svedese (n. 1899)
- 1983 - Mario Biglioli, scultore italiano (n. 1890)
- 1983 - Guido Guidi, aviatore e ingegnere italiano (n. 1891)
- 1983 - Rudolf Lehmann, militare tedesco (n. 1914)
- 1984 - Julius Keye, cestista statunitense (n. 1946)
- 1984 - Arduino Maiuri, sceneggiatore e scrittore italiano (n. 1916)
- 1984 - Leonida Schiona, aviatore italiano (n. 1894)
- 1984 - Laura Solari, attrice italiana (n. 1913)
- 1984 - Paolo Valmarana, giornalista, critico cinematografico e produttore cinematografico italiano (n. 1928)
- 1985 - Eedson Burns, generale canadese (n. 1897)
- 1985 - Bernardo D'Arezzo, politico italiano (n. 1922)
- 1985 - Odhise Paskali, scultore albanese (n. 1903)
- 1985 - Augusto Hamann Rademaker Grünewald, ammiraglio e politico brasiliano (n. 1905)
- 1985 - Dane Rudhyar, astrologo e compositore francese (n. 1895)
- 1985 - Antonio Giuseppe Santagata, pittore e scultore italiano (n. 1888)
- 1985 - Muriel Smith, mezzosoprano e attrice statunitense (n. 1923)
- 1986 - Oľga Borodáčová, attrice slovacca (n. 1899)
- 1986 - Luigi Giulotto, fisico italiano (n. 1911)
- 1986 - Antonio Mota, calciatore messicano (n. 1939)
- 1987 - Mervyn LeRoy, regista, produttore cinematografico e attore statunitense (n. 1900)
- 1987 - Enrico Mattei, giornalista italiano (n. 1902)
- 1988 - Gerd Hornberger, velocista tedesco (n. 1910)
- 1988 - Christian Kampmann, scrittore e giornalista danese (n. 1939)
- 1989 - Gilles Andriamahazo, politico e generale malgascio (n. 1919)
- 1989 - Zoltán Dudás, calciatore ungherese (n. 1933)
- 1989 - Cmiljka Kalušević, cestista e giavellottista jugoslava (n. 1933)
- 1989 - Bronisław Leśniak, calciatore polacco (n. 1939)
- 1989 - Giuseppe Ugo Papi, economista italiano (n. 1893)
- 1990 - Juan Argote, calciatore boliviano (n. 1907)
- 1990 - Phil Napoleon, trombettista statunitense (n. 1901)
- 1990 - Gian Carlo Pajetta, politico e partigiano italiano (n. 1911)
- 1991 - Baruch Ashlag, rabbino israeliano (n. 1907)
- 1991 - Robert Irving, direttore d'orchestra britannico (n. 1913)
- 1991 - Metin Oktay, calciatore turco (n. 1936)
- 1991 - Paul Thompson, hockeista su ghiaccio e allenatore di hockey su ghiaccio canadese (n. 1906)
- 1992 - Fedora Mingarelli, cantante italiana (n. 1912)
- 1992 - Božidar Rašica, architetto, pittore e scenografo croato (n. 1912)
- 1993 - Austregésilo de Athayde, giornalista, saggista e docente brasiliano (n. 1898)
- 1993 - Pavel Kouba, calciatore cecoslovacco (n. 1938)
- 1994 - Erich Buschenhagen, generale tedesco (n. 1895)
- 1994 - Mario Silvestri, ingegnere italiano (n. 1919)
- 1994 - Hind al-Husseini, attivista palestinese (n. 1916)
- 1994 - Kandid Čarkviani, politico sovietico (n. 1907)
- 1995 - Claude Boujon, illustratore e scrittore francese (n. 1930)
- 1995 - Eberhard Godt, ammiraglio tedesco (n. 1900)
- 1995 - Francesco Messina, scultore italiano (n. 1900)
- 1995 - Frank Silva, attore e scenografo statunitense (n. 1950)
- 1996 - Jan Brooijmans, calciatore olandese (n. 1929)
- 1996 - Francesco Curci, politico e medico italiano (n. 1934)
- 1996 - Xosé Filgueira Valverde, scrittore, archeologo e antropologo spagnolo (n. 1906)
- 1996 - Tupac Shakur, rapper, attivista e attore statunitense (n. 1971)
- 1996 - William Ayres Ward, egittologo statunitense (n. 1928)
- 1996 - John Worbye, calciatore danese (n. 1941)
- 1997 - Georges Guétary, cantante e attore greco (n. 1915)
- 1997 - Giōrgos Mītsimponas, calciatore greco (n. 1962)
- 1997 - Agnete Olsen, nuotatrice danese (n. 1909)
- 1997 - Victor Szebehely, ingegnere ungherese (n. 1921)
- 1998 - Giuseppe Boffa, giornalista, storico e politico italiano (n. 1923)
- 1998 - Alois Grillmeier, cardinale tedesco (n. 1910)
- 1998 - Frans Hogenbirk, allenatore di calcio e calciatore olandese (n. 1918)
- 1998 - Owen Horwood, politico sudafricano (n. 1916)
- 1998 - Antonio Núñez Jiménez, rivoluzionario, politico e geografo cubano (n. 1923)
- 1998 - George Wallace, politico statunitense (n. 1919)
- 1999 - Roland Blanche, attore francese (n. 1943)
- 1999 - Benjamin Bloom, psicologo e pedagogista statunitense (n. 1913)
- 1999 - Elena Gatti Caporaso, politica italiana (n. 1918)
- 1999 - Vladimir Pogačić, regista cinematografico e sceneggiatore jugoslavo (n. 1919)
- 1999 - Ragnar Rygel, hockeista su ghiaccio e calciatore norvegese (n. 1930)
- 2000 - Giorgio Fuà, economista italiano (n. 1919)
- 2000 - Jānis Gilis, calciatore e allenatore di calcio sovietico (n. 1943)
- 2000 - Rolf Kauka, fumettista, illustratore e pittore tedesco (n. 1917)
- 2000 - Pedro Morales Torres, allenatore di calcio cileno (n. 1932)
- 2000 - Duane Swanson, cestista statunitense (n. 1913)

## XXI secolo(111)
- 2001 - Mario Carìa, illustratore e fumettista italiano (n. 1934)
- 2001 - Gino De Sanctis, scrittore, giornalista e sceneggiatore italiano (n. 1912)
- 2001 - Jaroslav Drobný, tennista e hockeista su ghiaccio cecoslovacco (n. 1921)
- 2001 - Dorothy McGuire, attrice statunitense (n. 1916)
- 2001 - Aldo Melani, calciatore italiano (n. 1908)
- 2001 - Ferdinando Miniussi, calciatore italiano (n. 1940)
- 2001 - Charles Regnier, attore, sceneggiatore e regista tedesco (n. 1914)
- 2001 - Teresio Ricci, storico, poeta e partigiano italiano (n. 1919)
- 2001 - Alexander Scott, calciatore scozzese (n. 1936)
- 2002 - Fabrizio Gorin, allenatore di calcio e calciatore italiano (n. 1954)
- 2002 - Aleksandr Kazancev, compositore di scacchi e scrittore di fantascienza russo (n. 1906)
- 2003 - Kaino Lempinen, ginnasta finlandese (n. 1921)
- 2003 - Arthur Rowe, pesista britannico (n. 1936)
- 2004 - Luis Ernesto Miramontes Cárdenas, chimico messicano (n. 1925)
- 2005 - Tom Felleghy, attore ungherese (n. 1921)
- 2005 - Toni Fritsch, calciatore e giocatore di football americano austriaco (n. 1945)
- 2005 - Fiorella Ghilardotti, sindacalista e politica italiana (n. 1946)
- 2005 - Hong Dook-jong, allenatore di calcio, calciatore e arbitro di calcio sudcoreano (n. 1921)
- 2005 - Hans-Joachim Koellreutter, direttore d'orchestra, compositore e scrittore tedesco (n. 1915)
- 2005 - Julio César Turbay Ayala, politico colombiano (n. 1916)
- 2006 - Cesare Barbetti, attore, doppiatore e direttore del doppiaggio italiano (n. 1930)
- 2006 - Ann Richards, politica statunitense (n. 1933)
- 2006 - Peter Tevis, cantante e paroliere statunitense (n. 1937)
- 2007 - Gaetano Arfé, politico, giornalista e storico italiano (n. 1925)
- 2007 - Joachim Hansen, attore tedesco (n. 1930)
- 2008 - Denis Barthel, cantante, militare e imprenditore inglese (n. 1916)
- 2008 - Peter Camejo, attivista e politico statunitense (n. 1939)
- 2008 - Piero Gambacciani, architetto italiano (n. 1923)
- 2008 - Bob Roper, cestista statunitense (n. 1928)
- 2008 - Rubén Héctor Sosa, calciatore argentino (n. 1936)
- 2008 - Olin Stephens, velista statunitense (n. 1908)
- 2008 - Giorgio Zampa, giornalista e germanista italiano (n. 1921)
- 2009 - William Alston, filosofo statunitense (n. 1921)
- 2009 - Paul Burke, attore statunitense (n. 1926)
- 2009 - Arnold Laven, regista, produttore televisivo e produttore cinematografico statunitense (n. 1922)
- 2009 - Nicolina Papetti, attrice italiana (n. 1928)
- 2009 - Maria Testa, arciera italiana (n. 1956)
- 2010 - Carlo Henke, karateka italiano (n. 1937)
- 2010 - Paul S. Martin, geologo, paleontologo e zoologo statunitense (n. 1928)
- 2010 - Paolo Picozza, pittore e grafico italiano (n. 1970)
- 2011 - Walter Bonatti, alpinista, esploratore e giornalista italiano (n. 1930)
- 2011 - John Calley, produttore cinematografico statunitense (n. 1930)
- 2011 - DJ Mehdi, disc jockey e produttore discografico francese (n. 1977)
- 2011 - Richard Hamilton, pittore britannico (n. 1922)
- 2011 - Adel Sabri, cestista e allenatore di pallacanestro egiziano (n. 1935)
- 2011 - Alice Vollenweider, scrittrice e traduttrice svizzera (n. 1927)
- 2012 - Dilhan Eryurt, astrofisica turca (n. 1926)
- 2012 - Pini Segna, fumettista, pittore e partigiano italiano (n. 1925)
- 2012 - Otto Stich, politico svizzero (n. 1927)
- 2013 - James Bradford, sollevatore statunitense (n. 1928)
- 2013 - Wayne Green, editore e scrittore statunitense (n. 1922)
- 2013 - Dieter Höller, calciatore tedesco (n. 1938)
- 2013 - Salustiano Sánchez, supercentenario spagnolo (n. 1901)
- 2014 - István Avar, attore ungherese (n. 1931)
- 2014 - Steve Curry, attore, cantante e ballerino statunitense (n. 1946)
- 2014 - Giovanni Furia, politico italiano (n. 1928)
- 2014 - Milan Galić, calciatore jugoslavo (n. 1938)
- 2014 - David Cawthorne Haines, ingegnere aeronautico e attivista britannico (n. 1970)
- 2014 - Gianluigi Melega, giornalista, scrittore e politico italiano (n. 1935)
- 2014 - Gino Tomasi, naturalista, entomologo e botanico italiano (n. 1927)
- 2015 - Stanley Hoffmann, politologo austriaco (n. 1928)
- 2015 - Giacomo Leopardi, politico italiano (n. 1928)
- 2015 - Moses Malone, cestista e allenatore di pallacanestro statunitense (n. 1955)
- 2015 - Vivinho, calciatore brasiliano (n. 1961)
- 2016 - Artem Bezrodnyj, calciatore ucraino (n. 1979)
- 2016 - Ottavio Bugatti, allenatore di calcio e calciatore italiano (n. 1928)
- 2016 - Jack Hofsiss, regista teatrale statunitense (n. 1950)
- 2016 - Ermanno Rea, scrittore, giornalista e fotoreporter italiano (n. 1927)
- 2017 - Angelo Cupini, calciatore e allenatore di calcio italiano (n. 1958)
- 2017 - Pete Domenici, politico statunitense (n. 1932)
- 2017 - Slavko Goldstein, letterato, politico e storico jugoslavo (n. 1928)
- 2017 - Grant Hart, cantante, batterista e polistrumentista statunitense (n. 1961)
- 2017 - Fauna Hodel, scrittrice statunitense (n. 1951)
- 2017 - Hossein Soudipour, cestista e allenatore di pallacanestro iraniano (n. 1921)
- 2017 - Frank Vincent, attore e polistrumentista statunitense (n. 1937)
- 2018 - Guido Ceronetti, poeta e aforista italiano (n. 1927)
- 2018 - Marin Mazzie, attrice e cantante statunitense (n. 1960)
- 2019 - James Bacque, scrittore e editore canadese (n. 1929)
- 2019 - Lol Mahamat Choua, politico ciadiano (n. 1939)
- 2019 - Charlie Cole, fotografo statunitense (n. 1955)
- 2019 - Bruno Grandi, allenatore di ginnastica e dirigente sportivo italiano (n. 1934)
- 2019 - Rudi Gutendorf, allenatore di calcio e calciatore tedesco (n. 1926)
- 2019 - György Konrád, scrittore e giornalista ungherese (n. 1933)
- 2019 - Eddie Money, cantante, chitarrista e sassofonista statunitense (n. 1949)
- 2019 - Bruno Ruzza, calciatore italiano (n. 1926)
- 2020 - Antonio Casellati, politico e avvocato italiano (n. 1928)
- 2020 - Bernard Debré, medico e politico francese (n. 1944)
- 2020 - John Ferris, nuotatore statunitense (n. 1949)
- 2020 - Bruno Lazzaro, politico italiano (n. 1930)
- 2021 - Anton Giulio Castagna, doppiatore, direttore del doppiaggio e dialoghista italiano
- 2021 - Don Collier, attore statunitense (n. 1928)
- 2021 - Oscar Fernandes, politico indiano (n. 1941)
- 2021 - Antony Hewish, astronomo britannico (n. 1924)
- 2021 - Borisav Jović, politico serbo (n. 1928)
- 2021 - Andrej Makeev, cestista sovietico (n. 1952)
- 2021 - Colin Urquhart, predicatore inglese (n. 1940)
- 2022 - Horacio Accavallo, pugile argentino (n. 1934)
- 2022 - Fred Callaghan, allenatore di calcio e calciatore inglese (n. 1944)
- 2022 - Jean-Luc Godard, regista, sceneggiatore e montatore francese (n. 1930)
- 2022 - Brian Hewson, mezzofondista britannico (n. 1933)
- 2022 - Giuseppe Pino, fotografo italiano (n. 1940)
- 2022 - Jesse Powell, cantautore statunitense (n. 1971)
- 2022 - Ken Starr, avvocato e magistrato statunitense (n. 1946)
- 2023 - Renato Calligaro, vignettista e fumettista italiano (n. 1928)
- 2023 - Bill Smith, cestista statunitense (n. 1939)
- 2023 - Mircea Snegur, politico moldavo (n. 1940)
- 2023 - Roger Whittaker, cantautore, musicista e chitarrista britannico (n. 1936)
- 2024 - Franca Bettoja, attrice italiana (n. 1936)
- 2024 - Tommy Cash, cantante e chitarrista statunitense (n. 1940)
- 2024 - Wolfgang Gerhardt, politico tedesco (n. 1943)
- 2024 - Nicola Rotolo, politico italiano (n. 1925)